# 12-inch single
A 12-inch single, avagy 12-es formátumú hanglemez egy olyan típusú adathordozó, melyen a felvételkor szélesebb horony távolságot hagynak, így ez lehetővé teszi, hogy hangosabb zenét vágjanak fel rá. A vágás által a lemezen szélesebb a dinamikatartomány, így jobb hangminőséget kölcsönöz a sima LP (Longplay) lemezekkel szemben. A 12-inch-es lemez általában 30 cm átmérőjű hanglemez, melyet általában DJ-k klubokban és diszkókban használnak. A lemezek 33 1/3, illetve 45 rpm sebességgel szólnak.

## Története
A hanglemez vágása egészen az 1950-es évekre vezethető vissza, amikor jamaicai mento zenét vágtak rá acetát lemezekre, melynek minősége messze jobb volt a hagyományos vágású lemezeknél.
Theophilus Beckford Easy Snappin című dalát rögzítették először 1956-ban hanglemezre, majd később Beckford már helyi nagyobb slágereket is préselt az Egyesült Királyságban az Island Records és Blue Beat Recordsnál. A 60-as években már a fejlesztéseknek köszönhetően speciális mixeket hoztak létre, melyek korai reggae-dallamok voltak, és ezeket akkori "dancehall" DJ-k játszották a klubokban. 1967-ben már készítettek remixeket, amelyeket DJ-k körében népszerűsítettek, és megindult a kereskedelmi forgalmazása ezen felvételeknek. King Tubby hangmérnök meglátta az ebben rejlő üzletet, így általában egy-egy hanglemezen az eredeti változaton kívül egy dub verzió is szerepelt. Ezek még akkor az akkori kornak megfelelő stílusú reggae-felvételek voltak. A Dub Remixek általában drum and bass orientált remixek voltak, és ezeket több DJ is tesztelte különböző hangrendszereken. A lemezeket, melyek acetát lemezek voltak, több jamaicai DJ használta egészen a 2000-es évek elejéig. Majd az 1970-es években létrejött Rap kultúra is újabb teret adott ezeknek a lemezeknek.
Az Egyesült Államokban az 1970-es években lett egységes a 12-es formátumú hanglemez. Az első 12 inch-es lemez ugyan már létezett, és 30 cm volt, viszont José Rodriguez mérnök valójában egy 10 inch-es 25 cm-es acetát lemezre vágott felvételt, melyet Tom Moulton DJ készített egy péntek esti bulira. Moulton butaságnak találta, hogy egy ekkora lemezen csupán egy centi horony található, így kérte Rodriguez-t, hogy vágja úgy a lemezt, hogy a barázdák mérete teljesen behálózza a lemezt, és nagyobb távolságot hagyjon a hornyok között. Ez azt eredményezte, hogy a felvétel dinamikusabban szólt, így ő rögtön észrevette, hogy az általa vágott diszkó mix sokkal jobban szól.
Ez a szerencsés véletlen tette lehetővé, hogy iparág alakuljon ki a 12-es formátumú lemezek gyártására. A DJ-k végül áttértek a 12-es lemezekre, mert hosszabb változatok voltak rajta, és dinamikusabban szóltak a 7-inch (18 cm) kislemezeknél.
Szintén érdemes megjegyezni, hogy a hornyok távolsága sokkal jobban lehetővé teszi a DJ-k számára, hogy a lemezen pontosan megtalálják azt a pontot, ahonnan játszani szeretnék a felvételt. A dalok közötti távolságot horony válaszfalakkal választják el egymástól, így meg lehet különböztetni két különálló felvételt egy oldalon.
A szélesebb dinamikatartomány hangosabb felvételt jelent, így a horony hullámok jóval szélesebbek a hagyományos LP lemezeknél. Különösen a mély, basszus hangok minősége fontos. Sok lemezkiadó elkezdte a 12-es formátumú hanglemezek gyártását, és a 33 1/3 rpm fordulatú lemezek mellett megjelentek a 45 rpm  fordulatú lemezek is, melyek korábban csak 7-inch kislemezek voltak. Ezeket a 12-es 45 fordulatszámú lemezeket különösen az Egyesült Királyságban vágták.
Az első 12-es formátumú lemezt 1973-ban adták ki, melynek producere Jerry Williams volt és Swamp Dogg Straight From My Heart című dalát tartalmazta. A hanglemez promóciós példányát a Jamie / Guyden Distribution Corporation forgalmazta, és a Jamie Record Co. Philadelphia vágta. A lemez B oldala üres volt. (Swamp Dogg Presents # 501/SDP-SD01, 33 ⅓ rpm)
Az első hivatalos promóciós 12-es lemez a Southshore Commissions' "Free Man" című dala volt, mellyel szinte egyidőben jelentek meg az alábbi felvételek is. 1975-ben GARY TOMS EMPIRE – "Drive My Car", DON DOWNING – "Dream World", BARRABAS – "Mellow Blow", THE TRAMMPS – "Hooked for Life", ACE SPECTRUM – "Keep Holdin' On", SOUTH SHORE COMMISSION – "Train Called Freedom", THE CHEQUERS – "Undecided Love", ERNIE RUSH – "Breakaway", RALPH CARTER – "When You're Young and in Love", Michael ZAGER & The Moon Band Feat. Peabo BRYSON – "Do It With Feeling", MONDAY AFTER – "Merry-Go-Round", THE RITCHIE FAMILY – "I Want To Dance" and FRANKIE VALLI – "Swearin' to God". Ezek a lemezek szigorúan csak lemezlovasoknak készültek, a zenék népszerűsítése, játszása céljából.
Az 1980-as években egyre több pop és rock sztár adott ki 12-es kislemezt, mely hosszabb, bővített változatokat, remixeket tartalmaz. A 12-es mix kiterjesztett változata volt az eredetinek, és általában hosszabb játékidővel. A Club Mix is ugyanezt jelentette, illetve a Dance Mix, mely a dal táncolhatóbb, hallgathatóbb változatát jelentette.
Később más zenei stílusok is kihasználták ezt a formátumot, és némely 12-es kislemez is hatalmas eladásokat produkált. Legfőképpen akkor, ha egy-egy Live felvétel, vagy lemezen még nem hallott felvétel került a korongra. 1988-ban minden idők legnagyobb példányszámú csapatának a New Order-nek Blue Monday című dala 800.000 példányszámban kelt el az Egyesült Királyságban. A Blue Monday című dal a 76. helyezést érte el a minden idők legjobban fogyó kislemez listáján.

## Maxi single
A maxi single kifejezést a 12 inch-es hanglemezekre használják, melyen az eredeti felvételen kívül általában remixek, bónusz dalok szerepelnek, melyeket albumokra nem raknak fel. Így ezeket a lemezeket a köznyelv vinyl maxi single-ként ismeri.